# Víctor Rabú
Víctor Rabú (Agen, 1834-París, 1907), arquitecto francés de destacada actuación en el Uruguay.

## Biografía
Graduado como agrimensor. Llega en 1856 a Uruguay y comienza a trabajar junto con el ingeniero compatriota el ingeniero Aimé Aulbourg, y se transformaría en un gran arquitecto exponente del eclecticismo.
Varias de las obras realizadas por Rabú han desaparecido, tales como el edificio de la Bolsa de Comercio, en la esquina de las calles Cerrito y Zabala, inaugurado en 1867 y demolido en 1930 para la construcción del Banco de la República; el Alcázar Lírico, pequeño teatro de variedades inaugurado en 1869, desafectado en 1873, y transformado en casas de alquiler; el Hotel Americano, etc.
Subsisten la capilla Jackson, de estilo gótico; los cuerpos laterales del Teatro Solís (1869); el ex Asilo de Huérfanos (luego «Dámaso Larrañaga») inaugurado en 1875; el Castillo Soneira, de 1870 (reformado más tarde por Camille Gardelle); la Iglesia de San Francisco de Asís (1864) en la calle Cerrito esquina Solís; la Iglesia de la Inmaculada Concepción (Vascos) (1870); y la Casa quinta de Eastman (1880). Su prolífica obra le mereció el título de «El señor de las iglesias».
En 1878 regresó a su patria, falleciendo en París a los 73 años de edad.